# Bronisław Horodyski
Bronisław Horodyski herbu Korczak (ur. ok. 1846, zm. 9 maja 1896) – poseł do Sejmu Krajowego Galicji VI kadencji (1889-1895), właściciel dóbr ziemskich w Krogulcu i Wasylkowcach.
Był synem Tomasza Horodyskiego, posła do Sejmu Krajowego Galicji oraz Rady Państwa I kadencji, właściciela dóbr Krogulec i jego żony Anny z Komarnickich. Po ukończeniu nauk w Wiedniu osiadł w Galicji. Ożenił się z Heleną córką Wlodzimierza Niezabitowskiego. Miał z nią 3 dzieci. Wybrany w I kurii obwodu Czortków, z okręgu wyborczego Czortków. Ponownie wybrany w 1895 na VII kadencję zmarł po I sesji w 1896 na jego miejsce 30 października 1896 wybrano Kazimierza Horodyskiego. Zmarł w 50 roku życia w sobotę 9 maja 1896 roku na tyfus plamisty. Pochowany 12 maja 1896 w Wasylkowcach.